# Eifuku-mon In
Eifuku-mon In (永福門院) (également écrit Eifuku Mon'in), Saionji Shōko (西園寺しょう子, 西園寺鏱子) ou encore Fujiwara no Shōshi (1271, morte le 10 juin 1342) est une célèbre poétesse japonaise de l'époque de Kamakura et une consort de Fushimi, le quatre-vingt-douzième empereur japonais. Elle fait partie de l'« école de poésie Kyōgoku » (京極派 Kyōgoku-ha), et certaines de ses œuvres sont incluses dans le Gyokuyōshū.